# Josephine Cafrine
Theresa Josephine Cafrine (13 tháng 6 năm 1877 - 14 tháng 1 năm 1907) là một người phụ nữ người Seychelles, bà được biết đến nhiều về những bài viết diễn tả nỗi đau khổ từ căn bệnh phong đang mắc phải trong mình. Những vết thương của bà được cho là đã được chữa lành một cách kỳ diệu khi bà qua đời. Những câu chuyện trong cuốn nhật ký về những năm tháng sống chung với bệnh phong đã được xuất bản như một cuốn tự truyện sau khi bà qua đời. Cafrine được giới thiệu vào Đại sảnh Danh vọng Vinh danh Phụ nữ Seychelles vào năm 2012 và được một ủy ban từ Giáo phận Công giáo Roman Cảng Victoria thu thập thông tin để công nhận danh hiệu chân phước.

## Cuộc sống
Theresa Josephine Cafrine sinh ngày 13 tháng 6 năm 1877 tại Anse Royale, Mahé, nơi bà dành quãng phần đời còn lại của mình. Cafrine sau này trở thành một trẻ mồ côi và là một tín đồ Công giáo Roman sùng đạo. Bà mắc phải bệnh phong từ lúc 12 tuổi và luôn giữ một cuốn nhật ký bên mình ghi lại những ngày tháng đấu tranh và đau khổ. Căn bệnh sau đó tiến triển đến nỗi bà không thể tự cầm bút chì viết tiếp được nữa và phải nhờ đến Cha Philibert, một linh mục Công giáo từ Anse Royale tiếp tục. Cafrine qua đời vào ngày 14 tháng 1 năm 1907. Sau khi bà chết, những vết thương và vết sẹo do căn bệnh được chữa khỏi một cách thần kỳ.
Một linh mục người Bỉ, cha Vital, đã đến nhà của Cafrine sau cái chết của Cha Philibert, tìm thấy bản ghi chép, sắp xếp chúng lại và xuất bản như một cuốn tự truyện ở Bỉ vào năm 1923. Ngay sau đó, có những lời kêu gọi phong chân phước ở nhà thờ.
Năm 2012, Cafrine là một trong số những phụ nữ đầu tiên được giới thiệu đến Đại sảnh Danh vọng Vinh danh Phụ nữ Seychelles. Một loạt các sự kiện đã được tổ chức vào năm 2016 để kỷ niệm 109 năm ngày mất của bà. Bao gồm cuộc triển lãm và giới thiệu lại cuốn tự truyện bằng các bản dịch tiếng Anh, tiếng Pháp và tiếng Seychellois Creole. Một buổi lễ kỷ niệm được tổ chức tại nhà thờ Immaculate Conception Cathedral, với sự tham dự của Bộ trưởng Bộ Văn hóa và Du lịch, Alain St Ange. Một ủy ban của Giáo phận Công giáo Roman Cảng Victoria đã được thành lập vào năm 2010 để thu thập thông tin và những phép lạ của Cafrine để được xem xét để tiến hành phong chân phước cho bà.